# Buffalo (album)
A Buffalo Frank Zappa élő albuma, a dupla CD 2007-ben jelent meg a Vaulternative Records harmadik kiadványaként. Ezt a koncertet 1980 október 25-én rögzítették a New York állambéli Buffalóban, a Tinseltown Rebellion (1981) és a Shut Up ’n Play Yer Guitar (1981) lemezeken hallható felállással.

## Az album számai

### Disc 1
1. "Chunga’s Revenge" – 8:34
2. "You Are What You Is" – 4:12
3. "Mudd Club" – 3:02
4. "The Meek Shall Inherit Nothing" – 3:21
5. "Cosmik Debris" – 3:50
6. "Keep It Greasy" – 2:58
7. "Tinsel Town Rebellion" – 4:19
8. "Buffalo Drowning Witch" – 2:44
9. "Honey, Don’t You Want a Man Like Me?" – 4:36
10. "Pick Me, I’m Clean" – 10:15
11. "Dead Girls Of London" – 3:02
12. "Shall We Take Ourselves Seriously?" – 1:36
13. "City of Tiny Lites" – 9:58

### Disc 2
1. "Easy Meat" – 9:26
2. "Ain’t Got No Heart" – 2:00
3. "The Torture Never Stops" – 23:36
4. "Broken Hearts Are for Assholes" – 3:39
5. "I’m So Cute" – 1:38
6. "Andy" – 8:14
7. "Joe’s Garage" – 2:12
8. "Dancing Fool" – 3:36
9. "The “Real World” Thematic Extrapolations" – 8:53
10. "Stick It Out" – 5:36
11. "I Don’t Wanna Get Drafted" – 2:48
12. "Bobby Brown" – 2:42
13. "Ms Pinky" – 3:48

## A Vaulternative kiadványok
Frank Zappa lemezeinek és felvételeinek kiadási jogát Gail Zappa a férje kérésére kérésére a Rykodisc kiadónak adta el, azonban elégedetlen volt a lemezek terjesztésével és gondozásával. Többek között ezért is alapította meg 2002-ben a Vaulternative Records kiadót, amelynek célja Zappa teljes hosszúságú koncertjeinek kiadása. Egyes interjúkban Gail Zappa olyan mennyiségű felvételről beszél, hogy akár évente ötöt-hatot is kiadhatnának, eközben ugyanakkor a valós kiadások meglehetősen ritkák, közöttük hosszú évek telnek el, az egyes lemezek fülszövegeiben a "megtalált" szalagokról mint valami nem remélt ritkaságokról esik szó.
Az egyes kiadványok egységesen papírtokban jelennek meg, a hátoldalon annak az államnak a térképével, ahol a felvétel készült. Minden kiadványon az adott állam veszélyeztetett állat- és növényfajait felsoroló hosszú lista olvasható.
A Vaulternative Records gondozásában eddig megjelent lemezek: FZ:OZ (2002), Wazoo (2007), Buffalo (2007), Joe’s Menage (2008), Philly ’76 (2009).

## A lemezről
Zappa – ha technikai és anyagi lehetőségei engedték – minden koncertjét felvette, de nem mindig volt lehetősége azonos technikával dolgozni. A Buffalo lemezen hallható fellépés több mint kétórás, szükségszerűen többszöri szalagcserével. Számottevő minőségromlást ez nem okozott, de nagyon oldafigyelve a szalagváltások helyei észrevehetőek – erről egy részletes ismertetés olvasható a Kill Ugly Radio egy hozzászólásában.
A hivatalos zappa.com honlap egy fórumos hozzászólása szerint Frank Zappa frissebb kiadványai, így a Buffalo és a Trance-Fusion is az ún. "hangerőháború" áldozatai lettek; ugyanitt olvasható Joe Travers válasza is. (A "hangerő-háborúról" lásd az angol wikipédia cikkét: Loudness War.)
Érdekesség, hogy Zappa csapatában ezen a turnén játszik másodszor Vinnie Colaiuta dobos – anyagi természetű nézetkülönbségek miatt a 78-79-es turné után távozott és csak 1980 őszén tért csak vissza (ezalatt a doboknál David Logeman játszott a zenekarban).

## Zenészek
- Frank Zappa: szólógitár, ének;
- Steve Vai: csodagitáros, vokál;
- Ray White: ritmusgitár, ének;
- Ike Willis: ritmusgitár, ének;

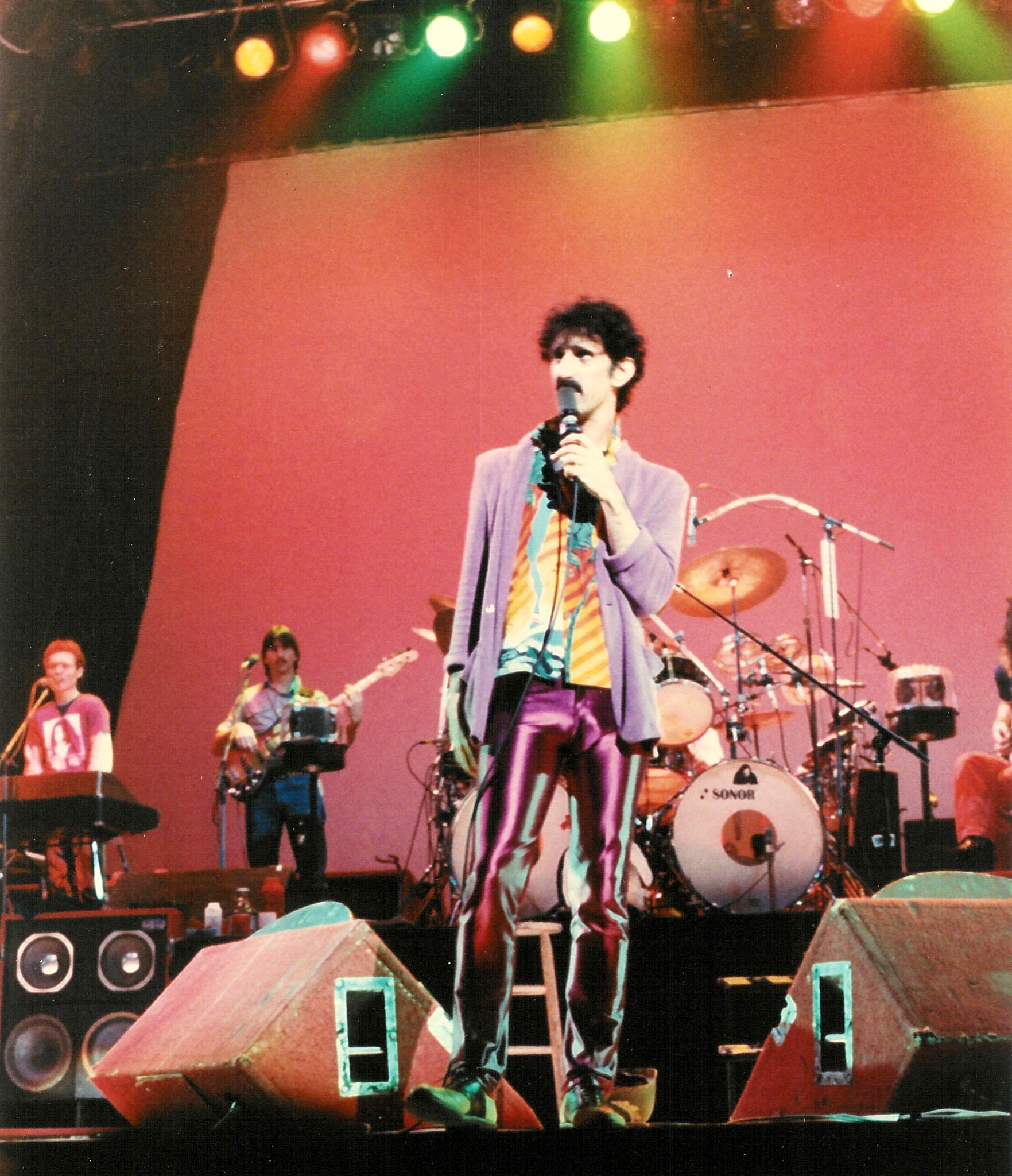
Frank Zappa és zenekara, Buffalo, 1980 október 25.

- Tommy Mars: billentyűs hangszerek, ének;
- Bob Harris: billentyűs hangszerek, trombita, magas hangok;
- Arthur Barrow: basszusgitár, ének;
- Vinnie Colaiuta: dobok, vokál;

## Technikai munkatársak
- Frank Zappa: zeneszerzés, előadás, zenekar, felvétel;
- Gail Zappa & Joe Travers: CD Produkció;
- Frank Filipetti: keverés;
- John Polito: maszterelés;
- George Douglas: az eredeti felvétel hangmérnöke
- Gail Zappa: Művészeti vezető, koncepció és fülszöveg;
- Keith Lawler: Grafikai terv, dizájn;
- Kaushal Parekh: borítófotó;